# Nactus eboracensis
Nactus eboracensis är en ödleart som beskrevs av  Macleay 1877. Nactus eboracensis ingår i släktet Nactus och familjen geckoödlor. Inga underarter finns listade i Catalogue of Life.